# Třetí vojenské mapování

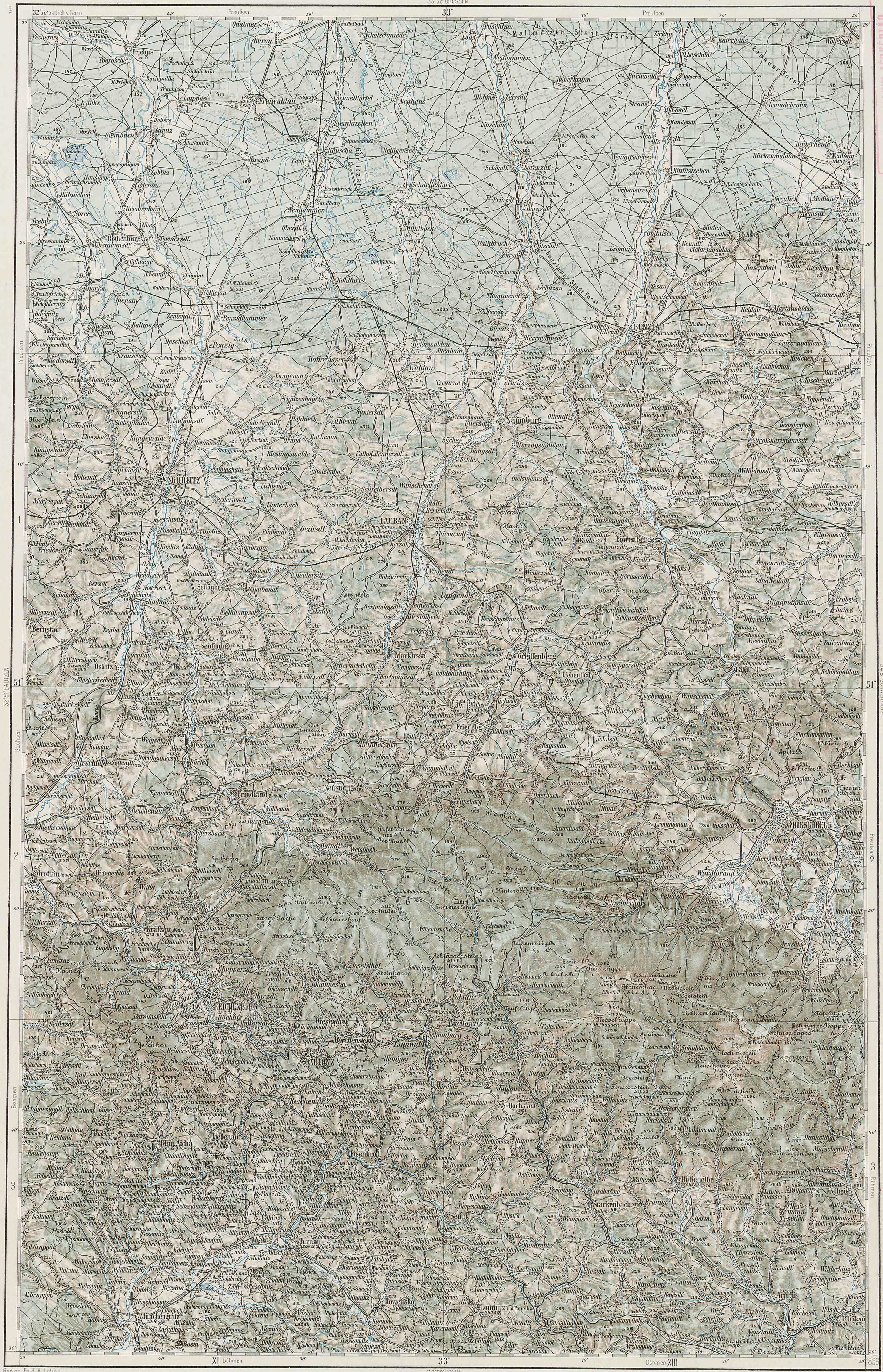
List Liberec z Generální mapy střední Evropy vycházející z třetího vojenského mapování

Třetí (též františko-josefské) vojenské mapování proběhlo na území Rakouska-Uherska v letech 1869 až 1885. Výsledkem jsou tzv. topografické sekce v měřítku 1 : 25 000 a řada map odvozených (především speciální mapy 1 : 75 000). Oproti předchozímu druhému vojenskému mapování byl nově znázorňován výškopis kromě šraf a výškových kót také pomocí vrstevnic. Po rozpadu monarchie v roce 1918 převzaly výsledky mapování nástupnické státy, které je po reambulaci a revizi používaly ještě dlouhou dobu jako své státní mapové dílo.

## Důvody vzniku
Hlavním důvodem pořízení nové vojenské mapy byla především snaha odstranit nedostatky předešlého, druhého vojenského mapování, které probíhalo na území takzvaného Rakouského císařství a následně Rakouska-Uherska s přestávkami mezi roky 1806 a 1869 (tedy 63 let). V době dokončení mapování tak bylo již mnoho mapových listů neaktuálních. Dalším důvodem vzniku byly válečné zkušenosti z prohrané prusko-rakouské války roku 1866. Armáda akutně potřebovala přesnější mapy, které byly zásadní pro potřeby stále rozvíjejícího se dělostřelectva. Cílem tak bylo vytvořit mapy, které nebudou mít pouze informativní charakter, ale už i určitou technickou spolehlivost. S rostoucí industrializací byly kromě toho nové topografické mapy stále více žádány i v civilní oblasti, zejména při budování komunikací, zakládání nových uhelných a rudných dolů, nebo při splavňování některých řek.
Původní myšlenka počítala s dokončením druhého vojenského mapování v dosud nezmapovaných částech říše v měřítku 1 : 28 800 a provedením reambulace na výsledných mapových listech. Pro velké nedostatky a především nejednotnost map byl ale nakonec tento způsob zavržen a roku 1868 nařídilo ministerstvo války nové vojenské mapování celé říše. Ještě v roce 1868 byla vydána prozatímní instrukce a po získání zkušeností v prvních několika letech mapování v roce 1875 i instrukce definitivní, zároveň s klíčem smluvených značek. Vlastní mapování mělo probíhat již v metrickém měřítku 1 : 25 000, vybrané vojensky významné oblasti a okolí velkých měst poté v měřítku dvojnásobném, tedy 1 : 12 500.

## Geodetické základy

### Katastrální triangulace
Jako číselný polohopisný základ byly využity trigonometrické body již existující sítě katastrální triangulace, která byla dokončena pro mapování stabilního katastru a pokrývala celé území Rakouska-Uherska. Tyto body byly dané pravoúhlými souřadnicemi, v Čechách v systému gusterberském, a na Moravě a ve Slezsku v systému svatoštěpánském. Síť I. řádu byla určena v Čechách v letech 1824 – 1825 a 1827 – 1840, na Moravě v letech 1821 – 1826. Body I. řádu tvořily sférické trojúhelníky o stranách délky přibližně 40 km. Vyrovnání základní sítě probíhalo po menších celcích, které však nebyly správně vyrovnány mezi sebou, což způsobilo výskyt určitých nepravidelností, především stočení. Základní síť byla dále zhuštěna sítěmi II. a III. řádu (opět číselně), které se budovaly postupně podle potřeby právě probíhajících mapovacích prací. Vzdálenost mezi body II. řádu byla 9 – 15 km, u bodů III. řádu 4 – 9 km. Pro potřeby podrobného měření musela být síť III. řádu ještě zhuštěna body IV. řádu, který však nevznikal číselnou, ale grafickou triangulací. Ta byla prováděna na fundamentálních listech pomocí měřického stolu. Rozměr celé sítě byl poté určen ze čtyř přímo měřených základen. Ty se nacházely u Vídeňského Nového Města v Dolním Rakousku, u Hallu v Tyrolsku, u Radouce v Bukovině a u Wellsu v Horním Rakousku. Velkým nedostatkem katastrální triangulace byla trvalá stabilizace trigonometrických bodů, která byla často provedena až 20 let po triangulaci. Mnoho bodů se tak ztratilo nebo vznikla nejistota ohledně jejich polohy.

### Vojenská triangulace
V době třetího vojenského mapování probíhala na území monarchie i nová vojenská triangulace. Ta byla součástí středoevropského stupňového měření, do něhož se roku 1860 Rakousko-Uhersko zapojilo. Vybudována byla síť I. řádu s průměrnými vzdálenostmi bodů 40 km, která vycházela z revize stávajících geodetických základů - tj. kde to bylo možné, tam byly do nově budované trigonometrické sítě zahrnuty zachované body triangulace stabilního katastru. Jako referenční plocha byl zvolen Besselův elipsoid se základním bodem Hermannskogel v Dolních Rakousích. Při astronomickém měření na tomto bodě však byla zanedbána tížnicová odchylka, což mělo za následek chybné stočení sítě (o 10″ ve směru hodinových ručiček). Celá síť však byla na tehdejší dobu určena velice přesně. Rozměr sítě poté definovalo 15 nově měřených délkových základen a přeměřená stávající délková základna u Vídeňského Nového města. Dvě z nich se nacházely i na našem území - u Chebu a u Josefova. A právě základna u Josefova měla zásadní vliv na rozměr sítě pro celou monarchii. Vybudovaná síť I. řádu měla být původně ještě doplněna i o II. a III. řád. Nicméně v důsledku 1. světové války a následném rozpadu Rakouska-Uherska již k plánovanému zhuštění sítě nedošlo.

### Výškopisné základy
Výškopisnými geodetickými základy III. vojenského mapování měly být původně body katastrální triangulace, které byly určeny trigonometricky v jadranském výškovém systému s nulovým bodem v Terstu. Před začátkem mapování však byly zjištěny velké nepřesnosti těchto výšek, a to jak v absolutních hodnotách, tak ve vzájemných výškových rozdílech. Odchylky byly tak velké (až 15 m), že bylo nařízeno revizní měření výšek připojením na tehdy ještě velmi řídkou síť přesné nivelace (budována od roku 1873). V českých zemích proběhla revize v letech 1875 -1879 navázáním na katastrální trigonometrický bod Kozí Hon u Mikulova, od kterého byly nové nadmořské výšky určeny vyrovnáním dlouhých trigonometricky měřených výškových pořadů. I tak však nově určené výšky nebyly zcela přesné (odchylky až 4 m).

## Kartografické základy

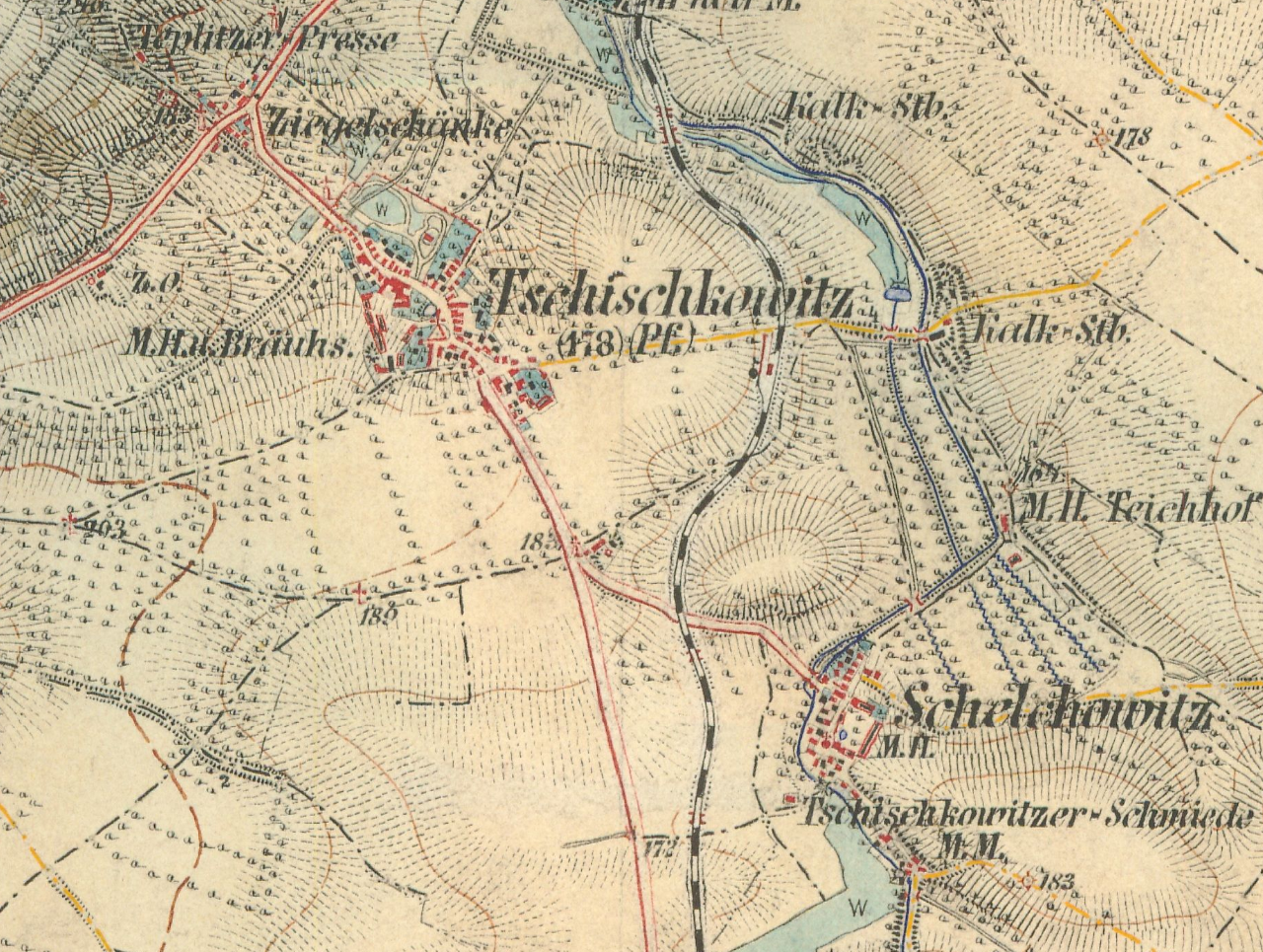
Detail topografické sekce 1 : 25 000 (Roudnice nad Labem)

V počátcích mapovacích prací byly využity původní pravoúhlé mapové sekce vycházející z kladu II. vojenského mapování. Tato metoda však byla záhy opuštěna a v roce 1872 byl zaveden nový způsob zobrazení založený na jednoznačném postupu konstrukce mapových listů. Jako referenční plocha byl zvolen Besselův elipsoid, zeměpisné délky byly vztaženy k základnímu poledníku Ferro. Území celé monarchie se rozdělilo sítí poledníků a rovnoběžek na jednotlivé části (o velikosti 30‘ zeměpisné délky a 15‘ zeměpisné šířky), které jsou tak malé, že je lze považovat za rovinu a jejich tvar nahradit rovinnými lichoběžníky. Každý lichoběžník poté představuje jeden mapový list speciální mapy 1 : 75 000 (někdy označovaný jako „stupňový list“), jehož dělením vznikají 4 topografické sekce 1 : 25 000 (s rozměry 15´zeměpisné délky a 7,5´ zeměpisné šířky). Dělením jedné topografické sekce na další 4 díly poté dostaneme tzv. „vyměřovací listy“, jež byly použity jako základ pro mapování.
Velikost území zobrazeného na mapovém listu 1 : 75 000 však není v důsledku meridiánové konvergence u všech mapových listů stejná, ale liší se v závislosti na zeměpisné šířce (směrem od severu k jihu se listy rozšiřují). Dalším úskalím zvolených kartografických základů je i fakt, že nebyly použity žádné zobrazovací rovnice, a tudíž nebylo možné ani odvodit vztahy pro zkreslení. Pro jeho výpočet se tak používají rovnice Sansonova nepravého válcového zobrazení, které se nejvíce blíží použitému způsobu konstrukce mapových listů. Pro kartometrické činnosti na těchto mapách je dále také nutné zohlednit skutečnost, že mapa není ortodromická. To znamená, že ortodromy se jako nejkratší spojnice dvou bodů na mapě nezobrazí jako přímky, ale dochází k jejich zakřivení. Další nevýhodou vzniklých mapových listů je i vznik spár při skládání mapových listů vedle sebe.

## Klad a označování mapových listů
Klad mapových listů vychází z rozdělení území geografickou sítí na lichoběžníky, které představují mapové listy speciální mapy 1:75 000. Pro jejich označení bylo nejprve použito číslování arabskými a římskými čísly. Vrstvy byly značeny arabskými číslicemi (1-37) od rovnoběžky 51° 15´ severní šířky k jihu a sloupce římskými číslicemi (I-XXXV) od poledníku 27° východně od Ferra k východu. Označení každého mapového listu tedy tvoří číslo vrstvy, číslo sloupce a název významného sídla nacházejícího se v daném mapovém listu (např. např. 5-IX Praha).
V roce 1917 však došlo ke změně v číslování mapových listů. Sloupce i vrstvy byly označovány pouze arabskými čísly a to tak, že první vrstva je ze severu ohraničena rovnoběžkou 60° severní šířky a první sloupec ohraničen od západu poledníkem 5°30´ východně od Ferra. Označení mapového listu se tak skládá ze čtyřmístného čísla, kde první dvě číslice značí číslo vrstvy, druhé dvě číslo sloupce a následuje opět název významného sídla nacházejícího se v mapovém listu (např. 3953 Praha).
Mapový list speciální mapy se dále dělil na 4 topografické sekce (1 : 25 000). Ty byly značeny číslem speciální mapy a indexem podle polohy v listu - sz., sv., jz. jv. (v originálu NW, NO, SW, SO). Později byly indexy nahrazeny čísly (1, 2, 3, 4), které se přidávaly k označení mapového listu speciální mapy za lomítko (např. 4051/3). Každá topografická sekce byla poté ještě rozdělena na 4 vyměřovací listy (1:25 000), které byly označeny písmeny a, b, c, d.

## Obsah map

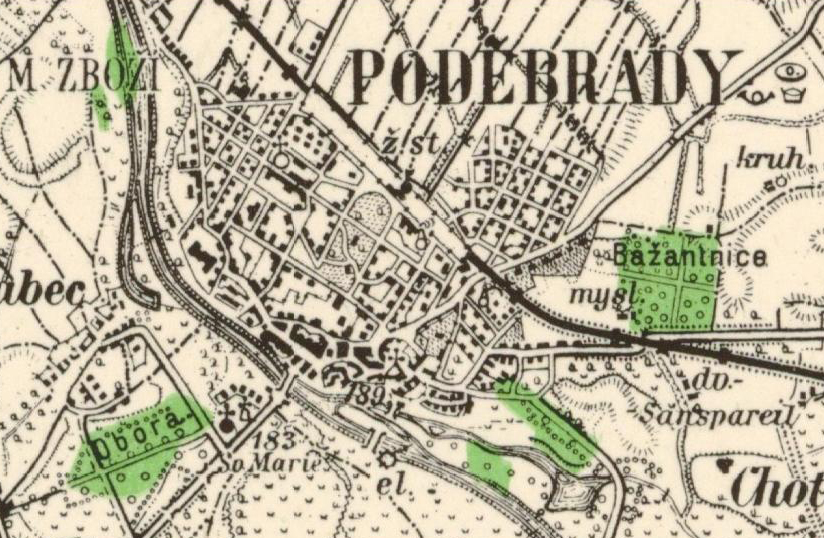
Detail Poděbrad

Obsah map se řídil nejen vojenskými, ale už i civilními potřebami. Zobrazovány byly následující prvky:
- sídla (města, vesnice, samoty, salaše, budovy, event. Jeskyně, …)
- objekty významné pro orientaci (zříceniny, kříže, boží muka, …)
- komunikace (železnice, silnice, úvozové cesty, pěšiny, … a detaily na nich)
- překážky v prostupnosti terénu (řeky, potoky, jezera, příkopy, ploty)
- kultury (les, křoviny, vinice, pole, louky, pastviny, …)
- podmáčená půda (bažiny, periodicky zatopené plochy, …)
- zdroje pitné vody (cisterny, studny, prameny, …)

Znázornění terénu bylo vyjádřeno kombinací šraf podle rozšířené Lehmannovy stupnice, výškových číselných údajů (kót), vrstevnic a lavírování skal a ledovců. Šrafování umožňovalo rozlišit rozdíly ve sklonu terénu, takže bylo možné rozeznat příkré svahy od pozvolných. Vrstevnice byly v mapě 1:75 000 značeny v základním intervalu 100 m (doplňkové v intervalu 50 m). Na mapovém listu 1 : 25 000 byly přidány vrstevnice i v oblastech s mírným sklonem terénu (v intervalu 20 m nebo 10 m). Vrstevnice jsou však spíše orientační, neboť byly konstruovány interpolací až v zimě z nepatrného počtu výškově zaměřených bodů a podle šrafování.

## Mapovací práce
Mapovací práce byly zahájeny v Sedmihradsku roku 1869, na území, kde nebylo dokončeno II. vojenské mapování. I kvůli tomu zde bylo nejprve použito měřítko 1:28 800. Současně bylo mapování zahájeno v Tyrolsku a to již v měřítku 1 : 25 000. Celé mapování včetně reprodukce mapových děl zajišťoval Vojenský zeměpisný ústav ve Vídni (K. u. k. Militär-geographisches Institut). Práce probíhaly velice rychle a mapy pro celé území monarchie byly vyhotoveny za 16 let (1869-1885). Na území ČR bylo nejprve zmapováno Slezsko (1876), poté Morava (1876-1877) a Čechy (1877-1879). Vlastní podrobné měření probíhalo metodou měřického stolu po vyměřovacích listech. Nejčastějším způsobem určení podrobných bodů bylo protínání a rajóny. Jeden vojenský topograf zmapoval za 6 měsíců až 400 km2. Rychlost s jakou bylo celé mapování provedeno, měla zásadní vliv na kvalitu polohopisu. Ihned po dokončení mapování tak bylo nutné zahájit reambulaci mapových listů, tj. mapy doplnit, případně opravit.

## Mapové produkty
- Topografické sekce (1 : 25 000)
- Speciální mapy (1 : 75 000)
- Generální mapa (1 : 200 000)

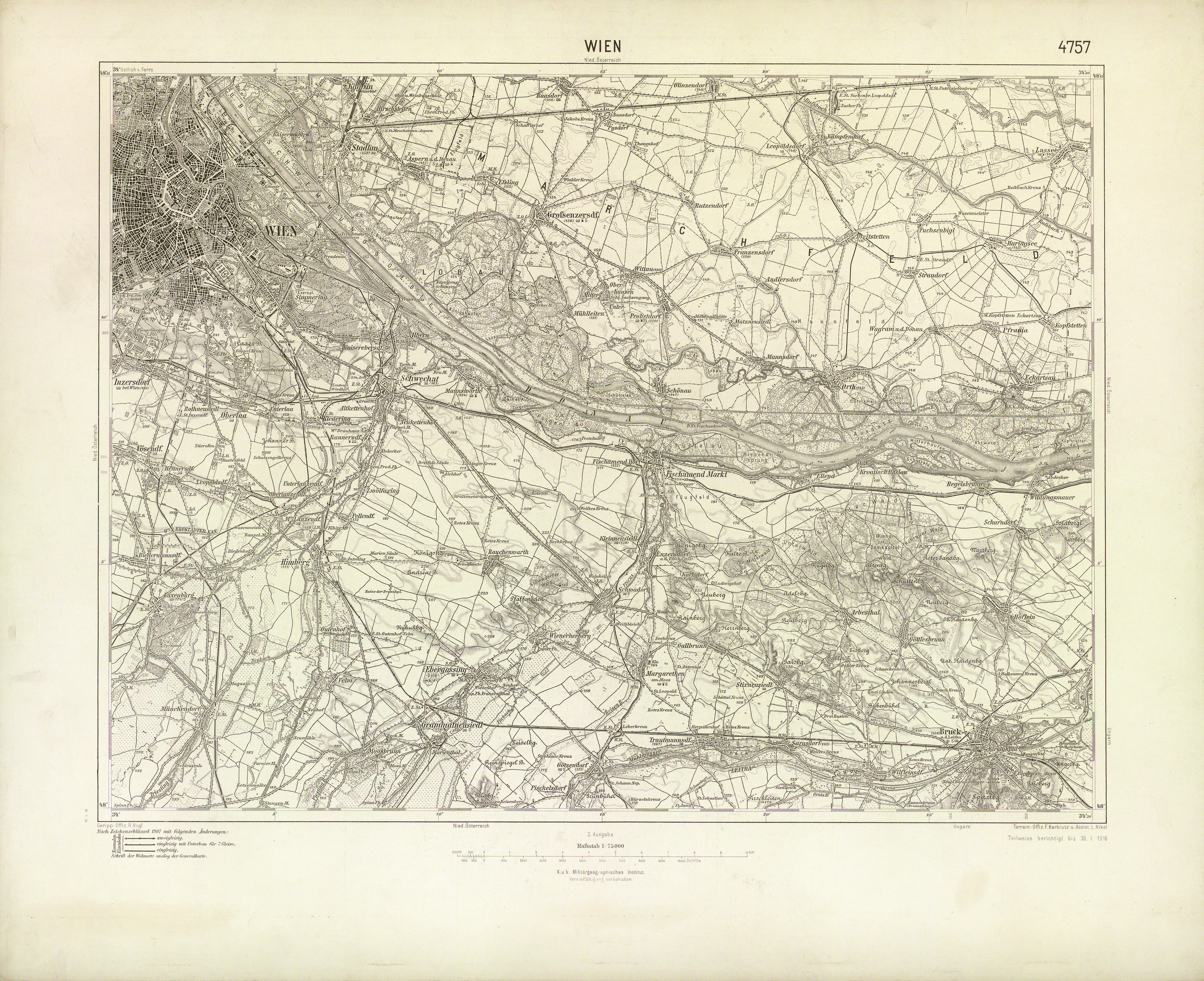
Speciální mapa Vídně 1 : 75 000

- Přehledná mapa střední Evropy (1 : 750 000)

## Využití v Československu
Po rozpadu Rakousko-Uherska převzal podklady pro reprodukci mapových děl z území Čech, Moravy i částí Slezska a z Uher Slovenska a Podkarpatské Rusi Vojenský zeměpisný ústav v Praze. Převzaté mapy však měly vážné nedostatky, nicméně po první světové válce nebylo z časových ani ekonomických důvodů možné budovat nové geodetické základy, navíc nebylo ještě ani určeno kartografické zobrazení pro tehdejší Československo. Přikročeno tak bylo k reambulaci a revizi stávajících map, která spočívala v jejich aktualizaci, opravě hrubých chyb a nahrazení německého názvosloví českým resp. slovenským. Reambulované speciální mapy 1 : 75 000 třetího vojenského mapování byly součástí státního mapového díla až do roku 1957.